# Kā Whata Tū o Rakihouia Conservation Park
Der Kā Whata Tū o Rakihouia Conservation Park ist ein Naturschutzpark in der Region Canterbury auf der Südinsel von Neuseeland. Der Park untersteht dem Department of Conservation.

## Geographie
Der 88.065 Hektar große Kā Whata Tū o Rakihouia Conservation Park befindet sich in der Bergen der in Südwest-Nordost-Richtung ausgerichteten Seaward Kaikoura Range im Nordosten der Südinsel. Die natürliche nordwestliche Grenze des Parks stellt der Waiau Toa / Clarence River dar und im Südwesten ist dies der Palmer Stream. Nach Nordosten reicht der Park, der sich über eine Länge von ca. 50 km ausdehnt, bis zum Palmer Stream und dem Mc Lean Stream und läuft nach Südosten an den Hängen des Gebirges aus. Größte Stadt in der Nähe des Parks ist die im Südosten an der Ostküste befindlichen Stadt Kaikoura.

## Geschichte
Im Jahr 1993 kaufte das Department of Conservation das betreffenden Land vom Forest Heritage Fund und im November 2007 erfolgte ein Antrag, das Gebiet als Conservation Park auszuweisen. Dies geschah feierlich im Takahanga Marae des Māori-Stamms der Ngāti Kuri am 7. Juni 2008.